# Lista de campeãs do carnaval de Três Rios
Esta e uma lista sobre as campeãs do Carnaval de Três Rios, referentes as campeãs do Grupo único e desde 2012, com os grupos A e B onde não ocorreu desfile em: 1985 e 1986, 1990, 1995 a 2001.
| Ano  | Divisão | Escola Campeã                        | Enredo                                                                                             | Carnavalesco(s)                             | Ref   |
| ---- | ------- | ------------------------------------ | -------------------------------------------------------------------------------------------------- | ------------------------------------------- | ----- |
| 1972 | Grupo A | Bom das Bocas                        | Riquezas Minerais                                                                                  |                                             | [ 1 ] |
| 1973 | Grupo A | Mocidade Independente de Vila Isabel | Rio Grande do Sul, seus costumes e suas glórias (Festa da Uva)                                     |                                             |       |
| 1974 | Grupo A | Bambas do Ritmo                      | Saravá meus Batuqueiros                                                                            |                                             |       |
| 1975 | Grupo A | Bom das Bocas                        | Brasil em Três Tempos                                                                              |                                             |       |
| 1976 | Grupo A | Bom das Bocas                        | Palmares: Um sonho de Liberdade                                                                    |                                             |       |
| 1977 | Grupo A | Bambas do Ritmo                      | Giramundo                                                                                          |                                             |       |
| 1978 | Grupo A | Bambas do Ritmo                      | Estrela da Vida Inteira                                                                            |                                             |       |
| 1979 | Grupo A | Bambas do Ritmo                      | Majestade e Excelência, o Café (Sabor de Amor)                                                     |                                             |       |
| 1980 | Grupo A | Bom das Bocas                        | Mãe Bahia das Mil Crenças                                                                          |                                             |       |
| 1981 | Grupo A | Bambas do Ritmo                      | Festa no Céu                                                                                       |                                             |       |
| 1982 | Grupo A | Bambas do Ritmo                      | Terra, Capital Brasil                                                                              |                                             |       |
| 1983 | Grupo A | Bambas do Ritmo                      | Universo do Cordel                                                                                 |                                             |       |
| 1984 | Grupo A | Bambas do Ritmo                      | E o Galo cantou…                                                                                   |                                             |       |
| 1987 | Grupo A | Bambas do Ritmo                      | De Olho nas Penas                                                                                  |                                             |       |
| 1988 | Grupo A | Bom das Bocas                        | Esse Dourado Eldorado                                                                              |                                             |       |
| 1989 | Grupo A | Mocidade Independente de Vila Isabel | Baco de Guararapes                                                                                 | Armando Martins                             |       |
| 1991 | Grupo A | Mocidade Independente de Vila Isabel | Máscaras                                                                                           | Armando Martins                             |       |
| 1991 | Grupo A | Sonhos de Mixyricka                  | Saudades do Brasil                                                                                 |                                             |       |
| 1993 | Grupo A | Bambas do Ritmo                      | Não Deixe o Samba Morrer                                                                           |                                             |       |
| 1994 | Grupo A | Bambas do Ritmo                      | Quem tem padrinho não morre pagão (Bênção, meu Salgueiro)                                          |                                             |       |
| 2002 | Grupo A | Mocidade Independente de Vila Isabel | Fantasia                                                                                           | Armando Martins                             |       |
| 2003 | Grupo A | Mocidade Independente de Vila Isabel | Acaiaca                                                                                            | Armando Martins                             |       |
| 2004 | Grupo A | Mocidade Independente de Vila Isabel | Olê Muié Rendá                                                                                     | Armando Martins                             |       |
| 2004 | Grupo A | Bom das Bocas                        | Grécia, Berço das Filhas de Minemosine                                                             | Hugo Bispo                                  |       |
| 2005 | Grupo A | Mocidade Independente de Vila Isabel | Quem é bom já nasce feito                                                                          | Armando Martins                             |       |
| 2006 | Grupo A | Bom das Bocas                        | De Paris à Villa Rica ao Brasil de Caras Pintadas: Um Ideal de Liberdade, Igualdade e Fraternidade | Júnior Pernambucano                         |       |
| 2007 | Grupo A | Bom das Bocas                        | Se Me Der... Eu Como                                                                               | Júnior Pernambucano                         |       |
| 2008 | Grupo A | Bom das Bocas                        | Crer ou Não Crer... Sorte ou Azar... Eis a Questão                                                 | Júnior Pernambucano                         |       |
| 2009 | Grupo A | Bom das Bocas                        | Na Rota do Sol                                                                                     | Hugo Bispo                                  |       |
| 2010 | Grupo A | Bambas do Ritmo                      | O Bambas é do Baralho                                                                              | Gilber Rosa                                 |       |
| 2011 | Grupo A | Bom das Bocas                        | No Balançar dos Balangandãs... A Verde e Branco é Jóia Rara                                        | Júnior Pernambucano                         | [ 2 ] |
| 2012 | Grupo A | Bom das Bocas                        | Os Saltimbancos                                                                                    | Júnior Pernambucano                         | [ 3 ] |
| 2012 | Grupo B | Unidos da Ladeira das Palmeiras      | O Fascínio da Noite                                                                                | Walter Mateus                               | [ 4 ] |
| 2013 | Grupo A | Bom das Bocas                        | Palmares - Sonho de Liberdade                                                                      | Júnior Pernambucano                         | [ 5 ] |
| 2013 | Grupo B | Em Cima da Hora                      | Condessa do Rio Novo, Mulher de Alma e Coração no Carnaval de Três Rios                            | Marcos Paulo Conrado                        | [ 6 ] |
| 2014 | Grupo A | Bom das Bocas                        | Máscaras - Uma viagem misteriosa de arte e sedução                                                 | Gilber Rosa                                 | [ 1 ] |
| 2014 | Grupo B | Sonhos de Mixyricka                  | Magia do Carnaval                                                                                  |                                             | [ 7 ] |
| 2015 | Grupo A | Bambas do Ritmo                      | Marajó                                                                                             | Diego Araújo, Gilber Rosa, Gustavo Carvalho | [ 8 ] |
| 2015 | Grupo B | Independente do Triângulo            | Ylu-Ayê – Herança da Resistência                                                                   |                                             | [ 8 ] |
| 2016 | Grupo A | Bambas do Ritmo                      | Eu Sou o Samba                                                                                     | Gilber Rosa                                 |       |
| 2016 | Grupo B | Sonhos de Mixyricka                  | A magia do circo                                                                                   |                                             |       |
| 2017 | Grupo A | Bambas do Ritmo                      | Vem Brincar...                                                                                     | Gilber Rosa                                 |       |
| 2017 | Grupo B | Independente do Triângulo            | Nação Brasil dos Ibirapitangas                                                                     | Amarildo Lopes                              |       |
| 2018 | Grupo A | Bom das Bocas                        | Tesouros de Um Rei Chamado Chico                                                                   | Júnior Pernambucano                         |       |
| 2019 | Grupo A | Mocidade Independente de Vila Isabel | Amas de Leite... Mães-escravas de seu próprio destino                                              | Victor Matheus e Raphael Corrêa             |       |
| 2020 | Grupo A | Bambas do Ritmo                      | Sob a Luz do Luar                                                                                  | Gilber Rosa                                 |       |